# Carlos Estigarribia
Carlos Cecilio Estigarribia (Luque, 21 de novembro de 1974) é um ex-futebolista paraguaio  Ele jogou como um meio-campista. 

## Carreira
Ele jogou em clubes no Paraguai e Argentina, também para a Seleção Paraguaia de Futebol na Copa América de 1999 no Paraguai.

## Títulos
- Olimpia 2002 (Copa Libertadores da América)